# Aura Lolita Chávez Ixcaquic
Aura Lolita Chávez Ixcaquic (Guatemala, 1972), coneguda com Lolita'', és una activista dels drets de les dones i líder indígena guatemalenca, referent internacional de la lluita per preservar els recursos naturals. Està amenaçada de mort al seu país i resideix refugiada al País Basc des 2017.
Chávez és originària dels territoris de l'oest de Guatemala. És membre de Consell de Pobles K'iche's per la Defensa de la Vida, Mare Natura, Terra i Territori (CPK) del poble quitxé fundat el 2007 per enfrontar els efectes del tractat de lliure comerç entre Amèrica Central i els Estats Units. Aquesta organització es defineix com un conjunt de comunitats que s'han organitzat per defensar els seus territoris, el seu dret d'autodeterminació i també els drets a la vida tal com la desitgen els pobles indígenes. Milita igualment contra les violències contra la dona.
El 4 de juliol de 2012 va assistir a una manifestació pacífica contra l'alcalde de Santa Cruz del Quiché, membre del Partit Patriota. De tornada, el seu autobús va patir una emboscada per un grup d'homes armats amb matxets, ganivets i de bastons. Quatre dones van ser ferides. El 7 de juny de 2017 va ser amenaçada de mort.
L'octubre de 2017 el Parlament Europeu va incloure Chávez entre els tres finalistes del Premi Sàkharov a la Llibertat de Consciència. El gener de 2018 va rebre el Premi Ignacio Ellacuría de cooperació per al desenvolupament per la seva defensa dels pobles indígenes.